# Marc Fiorentino
Pour les articles homonymes, voir Fiorentino.
Marc Fiorentino, né à Paris le 8 décembre 1959, est un spécialiste des marchés financiers, banquier d'affaires, et essayiste français.

## Biographie

### Origines et formation

#### Origines familiales
Issu d'une ancienne famille de courtiers et négociants italiens de confession juive installés en Tunisie, Marc Fiorentino naît à Paris dans le 15e arrondissement, il est le benjamin d'une fratrie de trois. 
En arrivant en France dans les années 1950, son père est contraint de devenir trieur de nuit à la Poste, métier qu'il exercera toute sa vie et que Marc Fiorentino  exercera lui-même aux côtés de son père pour payer une partie de ses études, remarque qu'il adressera à Olivier Besancenot dans l'émission Salut les Terriens en 2010, en rétorquant au candidat d’extrême gauche des élections présidentielles de 2002 et 2007,.
Marc Fiorentino grandit dans une HLM de Vincennes, et suit des études au lycée Hector-Berlioz.

#### Formation académique
Admis en prépa au lycée Louis-le-Grand à Paris, il intègre HEC Paris promotion 1982,.  
Au sein de cette école il y est décrit comme « un étudiant cultivé et sérieux, assez sportif, qui ne faisait pas de grandes fêtes, mais qui lisait beaucoup… Sa vision est toujours très intéressante, car différente de la pensée des autres ».
Marc Fiorentino a exercé dans de nombreux domaines liés à l'économie  (trading, investissement, entrepreneuriat, conseil en entreprise, conseil en gestion de patrimoine) aux côtés de ses activités d'analyste et essayiste.

## Carrière

### Vendeur en salle de marchés
De 1983 à 1986, Marc Fiorentino travaille dans la salle des marchés de la Bank of America Paris en tant que responsable des équipes de ventes sur le marché des changes. De 1986 à 1990, il codirige le département produits dérivés chez Drexel Burnham Lambert, une banque d'affaires américaine dirigée à Paris par Hervé Novelli, ex directeur de cabinet d’Alain Madelin, jusqu'à la période précédant sa faillite en 1990. Cet établissement a été mis en difficulté du fait de son implication dans des scandales de délits d'initiés sur fond de crise des junk bonds et crise des Savings and loan, principalement du fait de Michael Milken, le trader star de cette compagnie. 
En février 1990, il dirige une équipe de 25 personnes dans une des principales banques d’affaires américaine, PaineWebber, aujourd’hui disparue, où il a la responsabilité mondiale des produits dérivés. 
En 1994, il rejoint Sandy Weill et Jamie Dimon chez Salomon Smith Barney pour diriger la branche parisienne de la banque d’affaires et, au niveau mondial, les produits dérivés.

### Entrepreneuriat et conseil en entreprise
En janvier 1999, Marc Fiorentino devient entrepreneur en créant Euroland Finance, une banque d’affaires spécialisée dans le conseil aux petites et moyennes entreprises cotées et non cotées dénommée EuroLand Corporate, notamment dans le cadre d'opérations d'introduction en bourse.  
Au début des années 2000, Marc Fiorentino crée un groupe d'investissement tourné vers l'hôtellerie, la restauration et la distribution qu'il revend quelques années plus tard. Parallèlement, à l'automne 2005, il se risque à la reprise de la Télévision française juive (TFJ), qu'il fait entrer en bourse pour lever des fonds. L'expérience ne durera pas un an et la chaîne a mis définitivement la clé sous la porte.
De juillet 2006 à 2012, Marc Fiorentino est administrateur d'Ubisoft.
En 2018, EuroLand Corporate accompagne les dirigeants de plus de 40 sociétés dites small et mid caps, en français : PME.

### Création et revente deMonFinancier
En 2006, il crée un site de conseil financier, Allofinance.com, qui fusionne en 2011 avec le conseiller en gestion de patrimoine Monfinancier.  
Le site propose des analyses  macroéconomiques et structurelles des secteurs qui ont une incidence sur les placements et l'épargne (marchés, taux, immobilier, matières premières, etc.) ainsi qu'une gamme de contrats d'assurance vie labellisés et des sociétés civile de placement immobilier (SCPI), indique avoir « séduit plus de 12 000 clients qui lui ont confié 700 millions d'euros d'épargne à la fin avril 2019 ». 
Outre l'activité digitale, le site de conseil en investissements MonFinancier compte des agences à Paris, Rennes et Cannes et a également développé un réseau de 310 agences (en franchise). 
En 2019, le groupe MeilleurTaux rachète la société MonFinancier pour devenir MeilleurPlacement. Marc Fiorentino continue d'animer la communauté avec une newsletter Le Morning Zapping de Marc Fiorentino envoyée chaque matin à 200 000 abonnés. 

### Animateur et analyste
Marc Fiorentino anime une chronique économique tous les matins sur BFM Business, chaîne au sein de laquelle il anime aussi C’est votre argent, une émission hebdomadaire patrimoniale.
En 2013, il était également chroniqueur sur Canal+ dans la Nouvelle Édition, émission qu'il quitte après quelques saisons.
Il intervient également dans le débat économique en qualité de spécialiste des marchés tant dans la presse écrite (Challenges, Les Échos, L'Express) que dans de nombreuses émissions radiophoniques ou télévisuelles (C dans l'air ) où certaines de ses analyses sont prisées pour leur singularité et leur franchise[Selon qui ?].

## Controverses judiciaires et intellectuelles
En février 2008, malgré une condamnation aux cotes d'Euroland par l'AMF pour avoir possiblement « agi contre l'intérêt d'un de ses clients », et « exercé sans agrément une activité de placement », il est relaxé en appel, l’infraction étant considérée comme non caractérisée, puis définitivement relaxé en cassation malgré l'appel du parquet,.
À la suite de son rôle dans une augmentation de capital menée par Prologue Software à l'été 2004, il est condamné au pénal en 2008 à 10 000 € d'amende pour "faux en écriture" et "obstacle à une mission d'enquête de l'AMF". Cette condamnation est confirmée en appel puis en cassation.
Les juridictions ont néanmoins considérées inutile l’inscription de la condamnation au casier B2. 
En 2011, l'Autorité de contrôle prudentiel et de résolution (ACPR) avait émis une interdiction de diriger une société fournissant des services d'investissement, la relaxe prononcée par la cour de cassation annulera cette sanction la considérant infondée.
À la suite de la même opération Prologue, le tribunal de grande instance de Paris l'a condamné une seconde fois en 2015 à une amende de 25 000 € pour "exercice illégal d'un service d'investissement".  
Il est relaxé en appel faute de caractérisation de l’infraction, puis définitivement relaxé en cassation malgré l'appel du parquet,. 
En février 2012, il prévoit à tort que la France sera attaquée par les marchés financiers à la suite de l'élection de François Hollande.
Laurent Mauduit dénonce la mainmise de certains économistes sur l'idéologie actuelle dans un pamphlet publié en 2012 intitulé Les imposteurs de l'économie. Il y publie une liste de 78 économistes et hommes d'affaires dont Marc Fiorentino, évoquant une sorte de « martingale de Marc Fiorentino » dans le chapitre qui lui est consacré : « plus la presse l'invite: plus ses livres se vendent, plus Euroland Finance prospère, et... plus il gagne encore de l'argent »
Des critiques de l'ouvrage, tant sur le contenu que sur la méthode employée, ont été publiées. Certains intéressés nominativement impliqués ont répondu aux analyses de Laurent Mauduit.

## Vie privée
Marc Fiorentino est marié et a deux enfants : Samuel, né en 1991, et Laura, née en 1994. 

## Publications
- 2005 : Tu seras un homme riche, mon fils, François Bourin,  (ISBN 2849410160),  (ISBN 978-2849410165)
- 2009 : Un trader ne meurt jamais, Robert Laffont,  (ISBN 2221112199),  (ISBN 978-2221112199)
- 2010 : Pour tout l'or du monde, Robert Laffont,  (ISBN 978-2-221-11393-6)
- 2011 : Sauvez votre argent, Robert Laffont,  (ISBN 222112393X)
- 2012 : Immobiliez-vous, Robert Laffont,  (ISBN 978-2221128732)
- 2013 : Sauvez votre retraite !, Robert Laffont,  (ISBN 978-2221130773)
- 2014 : Faites sauter la banque !, Stock,  (ISBN 978-2234077867)
- 2021 : Les Meilleurs Placements pour les Nuls, First,  (ISBN 978-2412064870)